# Christuskerk (Keulen)
De Christuskerk (Duits: Christuskirche) is een evangelische kerk in de Belgische Wijk van het Keulse stadsdeel Neustadt.

## Geschiedenis
De Christuskerk werd in de jaren 1891-1894 gebouwd en was de eerste kerk die uit eigen middelen van de Evangelische kerkgemeenschap werd gefinancierd. De eerste Evangelische nieuwbouwkerk, de Trinitatiskerk, werd nog met steun van de Pruisische staat opgericht. De kerk werd in de stijl van de neorenaissance gebouwd, rond de eeuwwisseling de favoriete bouwstijl voor de protestantse kerkbouw in Duitsland.
Van de ooit zo prachtige kerk getuigt tegenwoordig helaas alleen de 77 meter hoge toren nog. In de nacht van 20 tot 21 april 1944 werd de Christuskerk door geallieerde bombardementen tot op de toren toe volledig verwoest. In 1951 werd een eenvoudige noodkerk aan de toren gebouwd met plaats voor slechts 520 personen.

## Nieuwbouw
Het kerkschip is tegenwoordig sterk aan restauratie toe. Omdat een sanering van de niet monumentale noodbouw weinig zinvol is, heeft men besloten tot nieuwbouw van het schip. Daarbij behoudt men de galerij met het orgel. Het schip van de kerk zal kleiner worden herbouwd. Aan weerszijden van het kerkschip zal volgens het plan een woonrij van vijf verdiepingen hoog worden gebouwd met een maximale hoogte van het huidige kerkschip. Eind 2012 zal de bouwaanvraag aan de Stad Keulen worden gepresenteerd.

## Historische afbeeldingen van de kerk

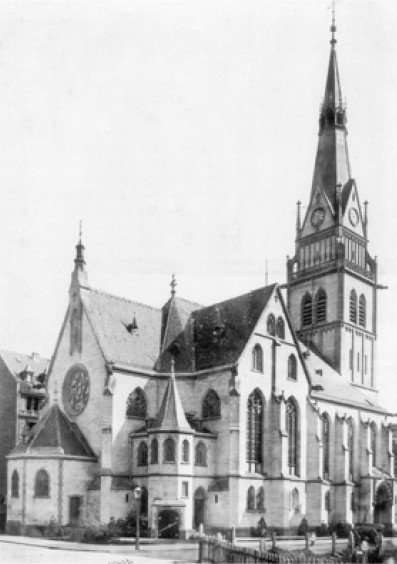
De kerk in 1895
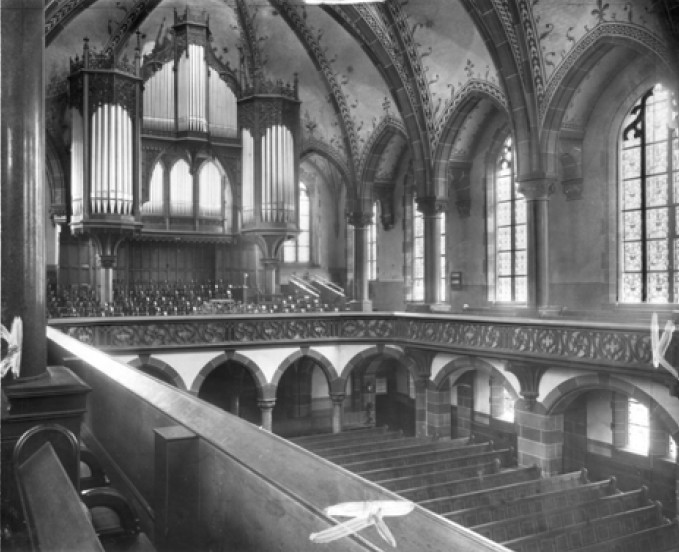
Het interieur vanaf de galerij ca. 1900
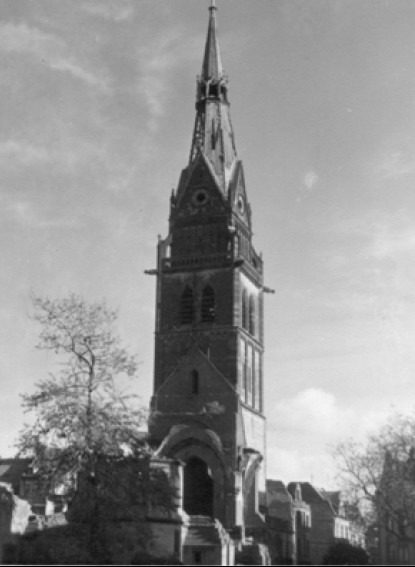
De ruïne van de kerk na de bombardementen
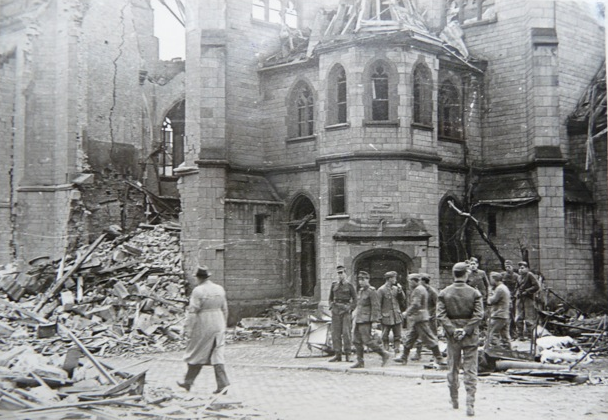
Rond 1945
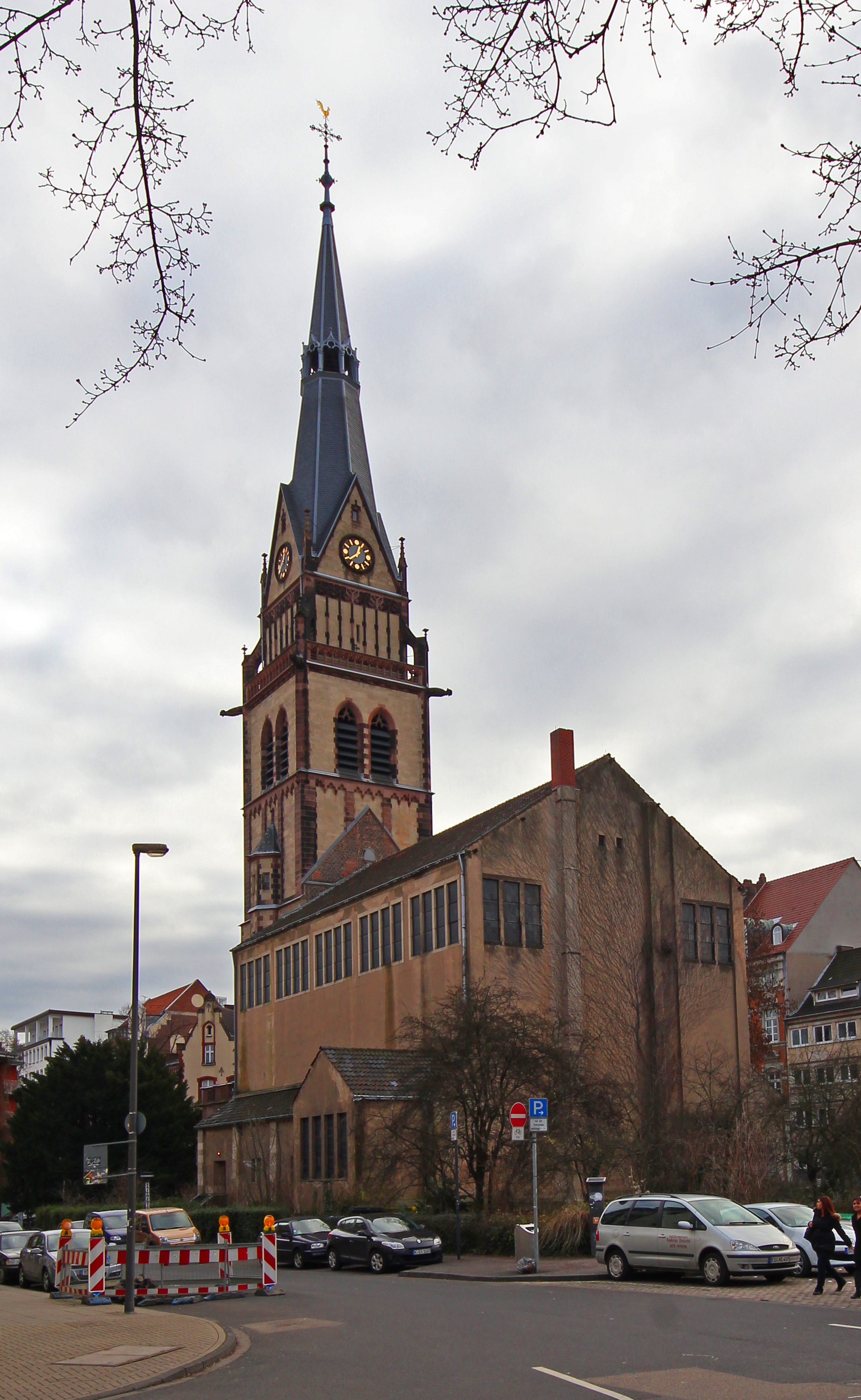
2011